# La Dame de Monte-Carlo
La Dame de Monte-Carlo est un monologue pour soprano et orchestre composé en avril 1961 par Francis Poulenc sur un poème de Jean Cocteau. 

## Présentation
Sur un texte de Jean Cocteau, dont l'incipit est « Quand on est morte entre les mortes », la musique est composée en avril 1961 par Francis Poulenc.  
La Dame de Monte-Carlo est créé à Monte-Carlo en novembre 1961 puis le 5 décembre 1961 au théâtre des Champs-Élysées à Paris par Denise Duval, sa dédicataire, accompagnée par l'orchestre de l'ORTF dirigé par Georges Prêtre.  
Les partitions (orchestre et chant-piano) sont éditées chez Ricordi. L'œuvre, d'une durée moyenne de sept minutes environ, est souvent enregistrée, par différentes interprètes, avec La Voix humaine. Cependant il n'existe pas d'autre enregistrement de l'œuvre par Denise Duval que celui de la création archivé par l'Institut national de l'audiovisuel et édité dans un coffret de l'Orchestre national de France difficilement trouvable dans le commerce.

## Orchestration
La Dame de Monte-Carlo requiert pour l'orchestre :
| Bois                                                                               |
| 2 flûtes, 2 hautbois, 2 clarinettes en si, 2 bassons                               |
| Cuivres                                                                            |
| 2 cors, 2 trompettes                                                               |
| Percussions                                                                        |
| Timbales, triangle, castagnettes, cymbales, tambour de basque, tam-tam, vibraphone |
| Cordes                                                                             |
| Premiers violons, seconds violons, altos, violoncelles, contrebasses               |
| Harpe                                                                              |